# Speechless (Fred Frith)
Speechless è il terzo album in studio da solista del chitarrista, compositore e improvvisatore inglese Fred Frith, ex componente del gruppo di avant-progressive rock Henry Cow (scioltisi nel 1978) e all'epoca membro degli Art Bears e dei Massacre. 
Pubblicato nel 1981, fu il secondo di tre dischi che l'artista realizzò per la Ralph Records, etichetta discografica indipendente statunitense di proprietà del gruppo d'avanguardia The Residents, preceduto da Gravity (1980) e seguito da Cheap at Half the Price (1983). Alla base del lavoro giacciono i concetti dell'incomunicabilità (o meglio della difficoltà di farsi capire), del potere delle parole e del linguaggio.
L'opera venne incisa in vari luoghi in Francia, Svizzera e Stati Uniti con diversi musicisti: infatti tutti i brani del lato A dell'LP vennero suonati in collaborazione con la band francese Rock in Opposition Etron Fou Leloublan, mentre quattro tracce del lato B sono estratte da un concerto del complesso newyorkese Massacre (formato da Frith l'anno prima con Bill Laswell e Fred Maher) e mixate con del materiale in studio. In entrambe le facciate sono presenti delle registrazioni ambientali su nastro manipolate e stravolte.
Speechless venne definito «un contenitore [...] variegato e caotico» di folk, improvvisazione libera, avant-rock e noise e venne positivamente accolto dalla critica musicale, che lo considerò uno dei migliori lavori solisti del musicista, per la sua ironia e la sua varietà. Fu ristampato per la prima volta nel 1991 in CD dall'etichetta austriaca RecRec Music con sei tracce bonus e fu ridistribuito in versione rimasterizzata (con l'originale tracklist, senza aggiunte) anche in vinile nel 2003 dalla Fred Records.

## Produzione e registrazione

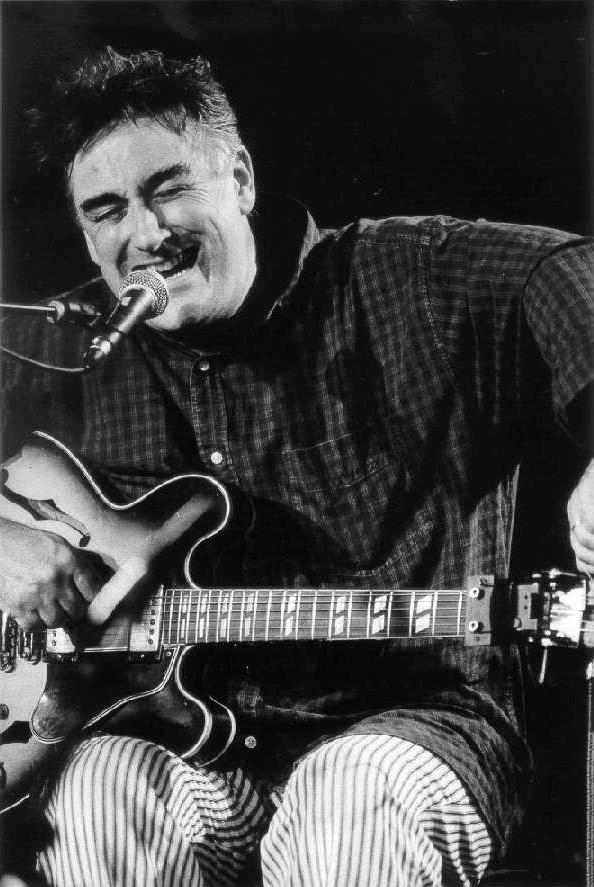
Fred Frith (nel 1998)

Speechless fu il secondo di tre album che Fred Frith realizzò sotto la Ralph Records, di proprietà del gruppo statunitense di musica sperimentale The Residents: il chitarrista aveva spesso suonato con loro tra gli anni settanta e gli anni ottanta, collaborando insieme per opere come Subterranean Modern (1979) e The Commercial Album. Il primo disco che venne distribuito dall'etichetta discografica fu Gravity, del 1980, un lavoro d'avanguardia "dance" che aveva attinto alle ritmiche e alla danze di varie tradizioni musicali di tutto il mondo e che era stato ben accolto dalla critica musicale. Frith lo aveva registrato avvalendosi dell'aiuto del gruppo svedese Rock in Opposition Samla Mammas Manna e del complesso progressive rock statunitense The Muffins. Per Speechless decise di re-impiegare questo metodo; il lato A venne dunque inciso con la band francese Rock in Opposition Etron Fou Leloublan tra luglio e agosto del 1980 presso lo Studio Freeson di Pujaut (in Francia) e i Sunrise Studios di Kirchberg (in Svizzera), mentre il lato B venne costruito su quattro estratti di un concerto tenuto ad aprile al club CBGB dai Massacre, un power trio messo in piedi dal compositore nel 1980 con il bassista Bill Laswell e il batterista Fred Maher: eccezion fatta per Conversations With White Arc, che rimase così come era stato suonato originariamente, A Spit in the Ocean, Navajo e Saving Grace vennero alterati in studio in Svizzera da Frith, che parallelamente incise anche Balance, Speechless, Domaine de Planousset e Kick the Can (part 2). Speechless rappresentò la prima effettiva pubblicazione dei Massacre, anticipando di poco l'uscita del disco di debutto Killing Time.
L'album continuò l'esplorazione della musica tradizionale e da ballo avviata da Gravity, conducendo anche alcune sperimentazioni su field recording e suoni ambientali, che Frith catturò mentre camminava per le strade di New York City o mentre si trovava a fiere e manifestazioni. Questo tipo di registrazioni fu effettuato anche durante delle visite ad amici: ad esempio la traccia ritmica della title track è costituita dal suono prodotto da un tubo dell'acqua malfunzionante che era presente nella cucina di Tim Hodgkinson.
All'epoca il compositore aveva di fatto una passione per la manipolazione dei nastri e per i «malfunzionamenti del suono». In un'intervista del 1982 con la rivista DownBeat, egli affermò:
Aggiunse che i problemi tecnici dell'hardware spesso producevano suoni più interessanti di quanto originariamente previsto:
Frith spiegò che Speechless ruota attorno al tema delle «questioni di potere e linguaggio, di sforzarsi di trovare una voce ma rimanendo sempre al limite per farsi capire». Questa idea gli venne quando una volta provò ad ascoltare la registrazione di un'intervista che aveva fatto, e il registratore riprodusse entrambi i lati del nastro contemporaneamente, uno dei quali all'indietro, rendendo le parole incomprensibili. Il saggista Andrew Jones scrisse in Plunderphonics, 'pataphysics & pop mechanics: an introduction to musique actuelle che l'album è «in definitiva sull'incapacità di articolare le parole che una volta fluivano liberamente».

## Stile musicale

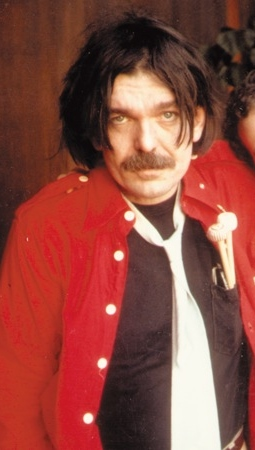
Captain Beefhart, la cui influenza musicale si ritroverebbe in Speechless

Speechless è un album strumentale che include elementi di musica folk, libera improvvisazione, avant-rock, free jazz, musica concreta e noise a cui si aggiungono i field recording e le registrazioni manipolate su nastro, con i numerosi e collaterali «felici accidenti» risultanti da «malfunzionamenti del suono» in studio. Valerio D'Onofrio di Ondarock lo chiamò «un sorprendente esempio di delirio organizzato, un caos geometrico». Glenn Astarita di Jazz Review scrisse che l'ascoltatore può aspettarsi «l'inaspettato, tra martellanti controtempi, flussi ritmici variabili e paesaggi sonori multicolori». Piero Scaruffi notò che l'arrangiamento è «naif e sofisticato al tempo stesso, capace di costruire un brano sull'accostamento suggestivo di timbri, rumori, gag, citazioni». Peter Marsh di BBC Music definì la musica un'«empia alleanza» tra la Magic Band di Captain Beefheart e i King Crimson. Altre fonti d'ispirazione che vennero rintracciate sono Frank Zappa, per i mosaici sonori, John Cage, per «l’idea che tutto sia musica», i Residents, per le «bizzarrie» che contagerebbero l'intera opera, «Charles Ives per la fusione sinfonica di temi popolari, Edgard Varèse per l'armonia del rumore [e] Brian Eno per l'elettronica atmosferica».

## Pubblicazione e ristampe
Speechless venne pubblicato nel 1981 dalla Ralph Records. Nel 1991 East Side Digital Records e l'etichetta austriaca indipendente RecRec Music lo ripubblicarono su CD con sei tracce bonus, «per la maggior parte dello stesso periodo e [che] riflettono le medesime preoccupazioni e i metodi di lavorazione» usati nell'album.
- The Entire Works of Henry Cow: è un collage sonoro costituito da estratti di ogni singolo brano realizzato dagli Henry Cow; venne assemblato secondo una stretta logica matematica da Frith a New York City e KUNM (Albuquerque, Nuovo Messico) per la raccolta di Morgan Fisher Miniatures (1980).[11][18]
- So Schnell Ich: è un pezzo dei Massacre eseguito dal vivo a Rue Dunois a Parigi nel 1981, a cui vennero aggiunte delle parti incise da Frith a casa sua a New York City.[11]
- I'm Still Here and I Know What Time: proviene dall'antologia curata da Elliott Sharp State of the Union e venne registrato dal chitarrista nella sua abitazione newyorkese nel 1982.[11]
- No More War: è un'incisione casalinga del 1983, di un progetto musicale realizzato per posta con Steve Gore per il suo album Ridin' on a Bummer.[11]
- Typical American Family: è un'altra registrazione casalinga del 1982, già edita nel 1984 nella raccolta giapponese dell'etichetta Atelier Peyotl Sound Cosmodel.[11]
- Dig: è una composizione che Frith aveva realizzato per l'antologia nipponica Welcome to Dreamland (Another Japan); fu registrata allo Studio Dig di Tokyo nel febbraio 1985.[11]

Nel 2003 Fred Records distribuì una nuova edizione rimasterizzata dell'album, sia in vinile che in CD, senza però materiale aggiuntivo. Nel 2021 venne inserito anche nel secondo volume (intitolato Crossing Borders) del box set The Fred Records Story, «contenente 27 CD ReR, 3 titoli bonus di Fred e 3 grossi libretti storici con opere d'arte, fotografie, note estensive e altri commenti di Fred, il tutto racchiuso in robuste scatole.»

## Accoglienza
| Recensione       | Giudizio              |
| ---------------- | --------------------- |
| AllMusic         | [ 1 ]                 |
| Babyblaue        | [ 18 ]                |
| BBC Music        | Consigliato           |
| Jazz Review      | Altamente consigliato |
| Ondarock         | Pietra miliare        |
| Sentireascoltare | 8/10                  |
| Piero Scaruffi   | [ 16 ]                |

Speechless venne ben accolto dalla critica contemporanea e con il passare del tempo venne considerato come uno dei migliori lavori solisti di Fred Frith. Il giornalista Peter Marsh, in una sua recensione per BBC Music, lo definì un esempio di come «fare musica meravigliosamente progressiva che non si prende troppo sul serio». Anche Valerio d'Onofrio reputò che fosse «un bizzarro connubio di musica d’avanguardia che non si prende sul serio, ma che si contraddistingue proprio per l’ironia»; egli lo inserì tra le pietre miliari di Ondarock in quanto «capolavoro solista del polistrumentista britannico, che aggiornò il Rock in Opposition alla new wave delirante dei Residents», che «andrebbe [...] visto come un grande atto d'amore per la libertà, che proprio per questo non parla alla sua generazione, ma ambisce a parlare a tutte le generazioni, senza limiti di tempo.» Glenn Astarita lo raccomandò altamente, affermando che «le metodologie eccentriche di Frith si traducono in una produzione divertente, inondata da una logica da cartone animato». Tom Schulte di AllMusic, dandogli quattro stelle su cinque, scrisse che le «manipolazioni ispirate resistono a ripetuti controlli». Piero Scaruffi assegnò all'opera sette e mezzo su dieci, considerandola non solo «l'equivalente musicale di un affresco di Bosch in cui una moltitudine di eventi quotidiani venga trasfigurato per dar vita a un gigantesco girotondo di surreale sarcasmo» ma anche come «una delle più emozionanti opere di musica d'avanguardia». La inserì inoltre al decimo posto della sua classifica dei migliori album della scena di Canterbury. Achim Breiling del webzine tedesco Babyblaue considerò l'album «bizzarro, spigoloso, irregolare, selvaggio, strano... senza parole, ma messo insieme con molto virtuosismo e una sensibilità per miscele sonore interessanti. [...] Frith non fa rumore informale, ma crea eventi uditivi insoliti che possono anche contenere bei momenti. Il più delle volte, tuttavia, il tutto suona estremamente rotto, anche se in senso positivo - come una rovina incantata fatta di suoni deformati.»
In vista della ripubblicazione del 2002 della Fred, Alan Freeman della rivista Audion scrisse:

### Influenza culturale

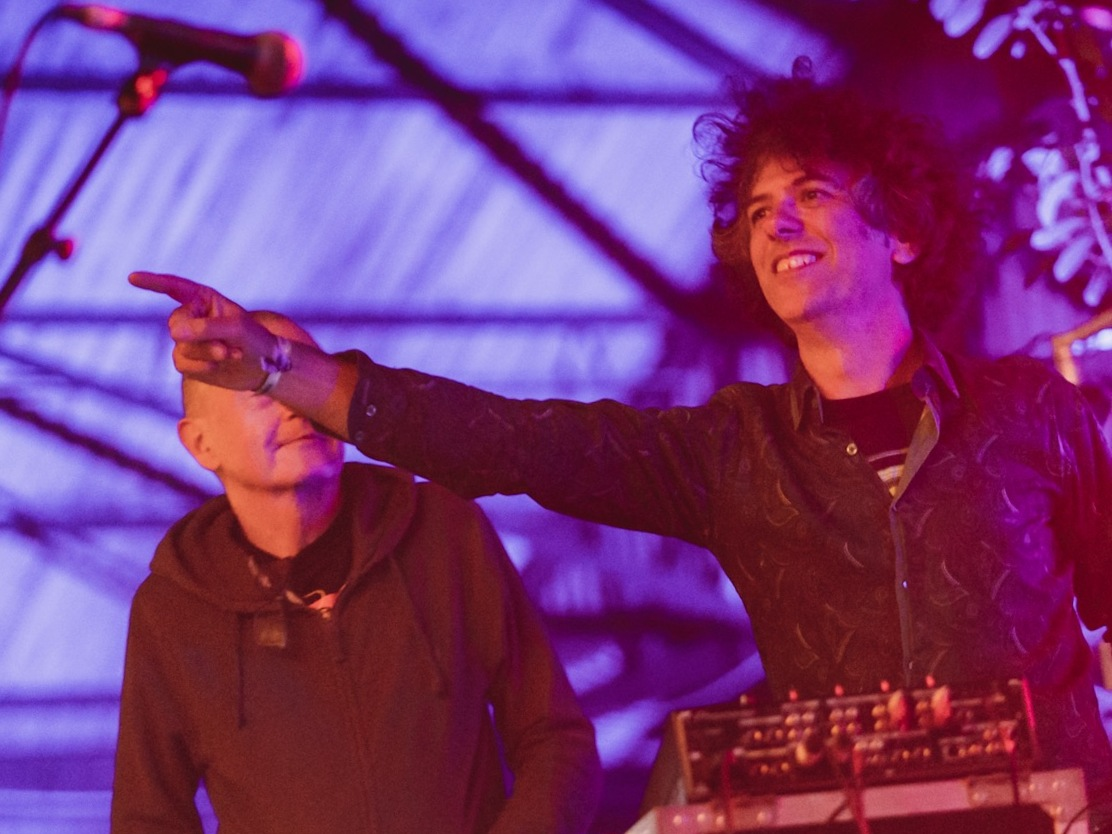
Kavus Torabi (qui con Steve Davis in un concerto nel 2019), che citò Speechless come uno dei suoi dischi preferiti

La ballata a ritmo di valzer Domaine de Planousset venne eseguita dal vivo molte volte da Frith, come nell'ottobre 1986 al quarto Festival International de Musique Actuelle de Victoriaville di Victoriaville in Québec con René Lussier o a metà del 1991 al Bahnhof Langendreer di Bochum con il gruppo Keep the Dog; la prima performance venne pubblicata poi con il titolo Domaine Revisited in Nous Autres nel 1987, mentre la seconda fu inserita, come Domaine de Langendreer, in That House We Lived In nel 2003; infine, Conversations With White Arc fu rivisitata dai Massacre per il loro disco Funny Valentine come Further Conversations With White Arc. In un'intervista del 2005 con il magazine spagnolo Popular 1 Magazine, il chitarrista Kavus Torabi dei Cardiacs definì Speechless uno dei suoi album preferiti e disse di Frith: «è come il mio Elvis». Il disc jockey e rapper statunitense J Dilla campionò Kick the Can (part 1) per il brano The Twister (Huh, What?), contenuto nell'album del 2006 Donuts.

## Tracce
Musiche di Fred Frith, eccetto dove indicato.

### Edizione originale in vinile del 1981 (FF 8106)
Lato A
1. Kick the Can (part 1) – 2:19
2. Carnival on Wall Street – 2:51
3. Ahead in the Sand – 3:16
4. Laughing Matter/Esperanza – 7:47
5. Women Speak to Men; Men Speak to Women – 5:39 (Fred Frith, Tina Curran)

Durata totale: 21:52
Lato B
1. A Spit in the Ocean – 2:17
2. Navajo – 3:05
3. Balance – 5:04
4. Saving Grace – 1:57
5. Speechless – 3:05
6. Conversations With White Arc – 1:14 (Fred Frith, Bill Laswell)
7. Domaine de Planousset – 2:59
8. Kick the Can (part 2) – 2:14

Durata totale: 21:55

### Edizione rimasterizzata in CD del 1991 (ReCDec 902)
1. Kick the Can (part 1) – 2:19
2. Carnival on Wall Street – 2:51
3. Ahead in the Sand – 3:16
4. Laughing Matter/Esperanza – 7:47
5. Women Speak to Men; Men Speak to Women – 5:39 (Fred Frith, Tina Curran)
6. A Spit in the Ocean – 2:17
7. Navajo – 3:05
8. Balance – 5:04
9. Saving Grace – 1:57
10. Speechless – 3:05
11. Conversations With White Arc – 1:14 (Fred Frith, Bill Laswell)
12. Domaine de Planousset – 2:59
13. Kick the Can (part 2) – 2:14
14. The Entire Works of Henry Cow – 1:00
15. So Schnell Ich – 3:27 (Fred Frith, Bill Laswell, Fred Maher)
16. I'm Still Here and I Know What Time It Is – 1:07 (Fred Frith, Tina Curran)
17. No More War – 4:48 (Fred Frith, Steve Gore)
18. Typical American Family – 1:06
19. Dig – 3:06

Durata totale: 58:21

## Formazione

### Lato A
Musicisti
- Fred Frith – chitarra, violino, mellotron, organo elettrico e basso elettrico (Kick the Can (part 1)), voce (Ahead in the Sand)[3][27]
- Etron Fou Leloublan:[3][27]
  - Guigou Chenevier – batteria, sassofono tenore e voce (Ahead in the Sand)
  - Bernard Mathieu – sassofono soprano e tenore, voce (Ahead in the Sand)
  - Ferdinand Richard – basso, scacciapensieri, voce
  - Jo Thirion – organo, harmonium

- Tina Curran – registratori, "unusual edits", foto di copertina[3][27]
- Roger Kent Parsons – cornamusa (Laughing Matter/Esperanza)[3]
- Bob Ostertag – field recording[3]

Produzione
Registrato tra luglio e agosto 1980 presso lo Studio Freeson (Pujaut, Francia) e i Sunrise Studios (Kirchberg, Svizzera).
- Francois Riether – tecnico del suono (Francia)[3][27]
- Etienne Conod – tecnico del suono (Svizzera)[3][27]
- Robert Vogel – tecnico del suono (Svizzera)[3][27]

### Lato B
Musicisti
- Fred Frith – chitarra, violino, tastiere, basso elettrico (Balance, Speechless e Kick the Can (part 2)), batteria (Navajo e Balance), voce[3][27]
- Massacre:[3][27]
  - Bill Laswell – basso elettrico
  - Fred Maher – batteria

- Steve Buchanan – "snake sax" (Navajo)[3][27]
- George Cartwright – sassofono contralto (A Spit in the Ocean, Navajo e Saving Grace)[3][27]
- Mars Williams – sassofono baritono (A Spit in the Ocean, Navajo e Saving Grace)[3][27]
- Tina Curran – registratori, basso elettrico (Navajo, Domaine de Planousset)[3][27]

Produzione
Registrato tra luglio e agosto 1980 presso i Sunrise Studios (Kirchberg, Svizzera). A Spit in the Ocean, Saving Grace, Conversations With White Arc e la parte finale di Navajo furono invece registrati nell'aprile 1980 al CBGB di New York City.
- Charlie Martin – tecnico del suono (USA)[3][27]
- Etienne Conod – tecnico del suono (Svizzera)[3][27]
- Robert Vogel – tecnico del suono (Svizzera)[3][27]

### Tracce bonus dell'edizione CD del 1991
Formazione
- Fred Frith – chitarra, basso elettrico, tastiere, nastri (The Entire Works of Henry Cow, No More War), batteria (I'm Still Here and I Know What Time It Is), rumori (I'm Still Here and I Know What Time It Is), voce (No More War, Typical American Family), "homemades" (Typical American Family), effetti (Dig)[11]
- Henry Cow (The Entire Works of Henry Cow):[4]
  - Dagmar Krause - voce
  - Lindsay Cooper
  - Chris Cutler - batteria
  - Tim Hodgkinson
  - Geoff Leigh
  - John Greaves
  - Anthony Moore
  - Peter Blegvad
- Steve Gore - basso, tastiere, batteria (No More War)[4]
- Massacre:[11]
  - Bill Laswell – basso elettrico (So Schnell Ich)
  - Fred Maher – batteria (So Schnell Ich)
- Tina Curran – voce (I'm Still Here and I Know What Time It Is)[11]
- Steve Kretzmer – batteria (No More War)[11]
- Tetsuto Koyama – basso elettrico (Dig)[11]
- Miyamoto – batteria (Dig)[11]
- Masami Shinoda – sassofono contralto (Dig)[11]
- Chie Mukai – kokyū (Dig)[11]
- Kenichi Takeda – taishōgoto (Dig)[11]
- Keiji Haino – voce (Dig)[11]
- Tenko Ueno – voce (Dig)[11]

Produzione
- Paul Zinman - addetto al mastering[3]
- Peter Bäder - designer, curatore del layout[3]